# U.S. News & World Report
Der U.S. News & World Report ist ein amerikanisches Nachrichtenmagazin, das seit Januar 2009 monatlich (statt wie zuvor wöchentlich) erscheint.
Gegründet wurde das Blatt 1933 als United States News, seit der Fusion mit dem ebenfalls von Lawrence 1945 für internationale Nachrichten gegründeten Magazin World Report im Jahr 1948 erscheint es unter dem heutigen Titel. David Lawrence (1888–1973), der Gründer der Zeitschrift, verkaufte diese an seine Mitarbeiter, die ihre Anteile 1984 wiederum an Mortimer Zuckerman, den Mitherausgeber der New York Daily News, veräußerten.
Der U.S. News & World Report steht im Wettbewerb mit den Magazinen Time und Newsweek. Er gilt als etwas konservativer als seine beiden Mitbewerber. Hinter ihnen belegt die Zeitschrift, gemessen an der Auflage, den dritten Rang. Bekannt ist sie vor allem durch eine jährlich erscheinende Rangliste der US-amerikanischen Universitäten.
Trotz seiner hohen Verkaufszahlen erscheint US News & World Report aufgrund der durch die Finanzkrise bedingten Verluste seit Januar 2009 nur noch im monatlichen Turnus. Ergänzend dazu werden Updates im Internet veröffentlicht. Zu den Auslandskorrespondenten gehört Masha Gessen.